# Consell Suprem de la República de Geòrgia
El Consell Suprem de la República de Geòrgia, també conegut com a Soviet Suprem de la República de Geòrgia (en georgià: საქართველოს რესპუბლიკის უზენაესი საბჭოს) va ser el primer parlament nacional de la república de Geòrgia a l'era post-soviètica (entre 1990 i 1992). Les eleccions parlamentàries del 28 d'octubre de 1990 foren les primeres democràtiques i multipartidàries al Caucas. Els presidents del Consell Suprem entre 1991 i 1992 foren Zviad Gamsakhurdia, (primer president democràticament electe) i Akaki Asatiani. El primer vicepresident del Consell Suprem va ser Nemo Burchuladze. Després del cop d'estat del 22 de desembre de 1991 al 6 de gener de 1992, el Consell Suprem, el govern i el president Gamsakhurdia van ser obligats a abandonar Geòrgia.